# Tetrastes sewerzowi
Tetrastes sewerzowi е вид птица от семейство Phasianidae. Видът е почти застрашен от изчезване.

## Разпространение
Видът е разпространен в богати на иглолистни дървета смесени гори в централен Китай.